# David Baiot
David Baïot, né le 6 février 1983 à Libreville, est un acteur franco-gabonais.
Il a suivi des études de langues puis s'est réorienté vers des études de communication et audiovisuel. 
Il est notamment connu pour son rôle de Djawad Sangha dans la série Plus belle la vie depuis 2009.

## Biographie
Arrivé en France enfant, il commence sa carrière à l’écran, au milieu des années 2000, en faisant des apparitions dans des séries télévisées comme Louis la Brocante, avant de décrocher un rôle récurrent, celui du comptable Koffi Diakité, dans Seconde Chance. Il se fait définitivement connaître par son interprétation de Djawad Sangha dans la très populaire série, Plus belle la vie diffusé sur France 3. Il intègre par ailleurs le casting d'Ainsi soient-ils, pour Arte, à partir d'octobre 2012, dans laquelle il incarne Emmanuel Charrier, un futur prêtre entrant au séminaire des Capucins.
Au cinéma, on le voit dans Libre et assoupi de Benjamin Guedj et dans Fort Buchanan, mais aussi dans le clip de la chanteuse Licia Chery You make me blue. Dans cette vidéo, il joue le rôle de son petit ami.
En 2015, il joue sur scène dans Drôles de menteurs, une pièce de Tony Harrisson et Cécilia Mazur, mise en scène de l’auteur, au théâtre du Petit Gymnase à Paris.
Il est parrain de l'Association européenne contre les leucodystrophies (ELA).
En 2017, il quitte provisoirement Plus belle la vie, avant d'y revenir en 2022 pour le final sur France 3, puis dès janvier 2024 dans la suite de la série diffusée sur TF1.

## Filmographie

### Cinéma

#### Longs métrages
- 2014 : Libre et assoupi de Benjamin Guedj : Stéphane
- 2014 : Fort Buchanan de Benjamin Crotty : Frank
- 2019 : Les Crevettes pailletées de Cédric Le Gallo et Maxime Govare : Alex
- 2022 : La Revanche des Crevettes pailletées de Cédric Le Gallo et Maxime Govare : Alex

#### Courts métrages
- 2011 : Un vote de Florent Sabatier
- 2012 : Des bouches à l’oreille de Florent Sabatier
- 2014 : La caisse s’il vous plait de Florent Sabatier
- 2014 : T6 Dément de Soufiane Guerrab

### Télévision

#### Téléfilms
- 2011 : Qui sème le vent de Frédéric Garson
- 2011 : Furieuse de Malik Chibane : le rappeur
- 2012 : Tata Bakhta de Merzak Allouache : Christian
- 2014 : Lettre à France de Stéphane Clavier : JP
- 2014 : Une vie en Nord de Williams Crépin : Djawad
- 2016 : Qui sème l'amour... de Lorenzo Gabriele : Djibril
- 2018 : Jonas de Christophe Charrier pour Arte : Sam
- 2022 : La Malédiction du lys de Philippe Niang : Antoine

#### Séries télévisées
- 2006 : Louis la Brocante, un épisode réalisé par Michel Favart
- 2007 : Duval et Moretti, épisode César à deux doigts de la mort de Denis Amar
- 2008-2009 : Seconde Chance : Koffi Diakité, le comptable (91 épisodes)
- 2009 : Victoire Bonnot, épisode Addiction de Philippe Dajoux : le prof d'allemand
- 2009-2017, 2022 : Plus belle la vie (sur France 3) : Djawad Sangha
- 2012-2015 : Ainsi soient-ils : Emmanuel Charrier (14 épisodes)
- 2014 : Jusqu'au dernier, 6 épisodes de François Velle : Gauthier
- 2014 : Commissaire Magellan, épisode Reflet de cristal de François Guérin : Vincent
- 2014 : Famille d'accueil, épisode Fan de Claire de la Rochefoucauld : Jérémy Lemaitre
- 2014-2015 : Esprits de famille, 10 épisodes de Jean-Marc Vervoort et Fabrice Couchard : Nicolas
  - 2014 : Un Noël en enfer
  - 2014 : Mauvaise année
  - 2014 : La banquière et autres secrets
  - 2014 : Sexe, sexe & sexe
  - 2014 : Céline et autres mauvais choix
  - 2014 : Le plus beau jour de leur vie ?
  - 2014 : Tous aveugles
  - 2014 : Nicolas et autres menteurs
  - 2015 : Laurent et autres handicapés
  - 2015 : Le grand départ
- 2016 : Marjorie, épisode 3 : Florian
- 2016 : Joséphine, ange gardien, épisode Enfants, mode d'emploi : Stan
- 2017 : Section de recherches, saison 11 - épisode 8 Sacrifices : Marc Fort, sous-chef de cuisine
- 2018 - 2020 : Caïn, saisons 6 à 8 : Aymé Legrand
- 2018 : Noces rouges, mini-série réalisée par Marwen Abdallah : Benjamin
- 2020 : H24, série télévisée d'Octave Raspail et Nicolas Herdt : Docteur Jean Amyot
- 2020 : Prière d'enquêter de Laurence Katrian : Alex
- 2021 : Tropiques criminels - saison 2, épisode 5 : Rudy
- 2022 : Disparition inquiétante, épisode Sous pression : Driss
- 2022 : L'Art du crime, épisode Manet : Jean-Louis Marquet
- 2023 : La Stagiaire, épisode Passionnément : Paul Vandon
- 2024 - en cours : Plus belle la vie, encore plus belle (TF1) : Djawad Sangha
- 2024: The Walking Dead: Daryl Dixon : Saison 2 épisode 3, Mari de Marion Genet, il est décédé mordu par des zombies au début de l'épidémie.
- 2024 - 2025 : O.P.J., épisodes Double Dame et Rien de personnel : Mathieu Delporte

### Clip
- 2012 : You make me blue de Licia Chery

## Théâtre
- 2015 : Drôles de menteurs de Tony Harrisson et Cécilia Mazur, mise en scène de l’auteur, au théâtre du Petit Gymnase à Paris
- 2016 : La Fuite de Driss Homet[6], mise en scène de l'auteur[7], à la Comédie Nation[8] de janvier à février puis au Théâtre La Reine Blanche à partir du 10 avril à Paris